# Адсорбційне очищення газу
Адсорбці́йне очи́щення га́зу (рос. адсорбционная очистка газа; англ. adsorption gas cleaning; нім. àdsorptive Gasreiningung, adsorptive Gasaufbereitung) — селективне видалення кислих компонентів (H2S, CO2), сіркоорганічних сполук, інших домішок шляхом поглинання їх адсорбентом. 

## Загальний опис
Здійснюється на нафто- і газопереробних заводах, промислах. 
Найбільшого розповсюдження досягло адсорбційне очищення газу із використанням молекулярних сит (цеолітів). 
Адсорбційні цеолітові устаткування залежно від концентрації сірчистих сполук у сировині, об'єму і швидкості подавання очищувального повітря мають від двох до чотирьох колон. Регенерація адсорбенту здійснюється сухим очищеним газом за температури 250—400°С. Витрата газу на регенерацію — 5-20 % об'єму оброблюваного газу. 
Як адсорбент в устаткуваннях адгезійного очищення газу використовують активоване вугілля; видаляють тіофен, сірковуглець, частково сіркоокис вуглецю і дисульфіди.

## Методика а. о. г.
Для очищення газу від сіркоорганічних сполук застосовується метод хімічної адсорбції, що ґрунтується на безпосередньому зв'язуванні домішок, які видаляються (за 300—400°С) твердими вбирачами на основі окислів цинку, заліза та міді. 

### Особливості застосування
Переваги адсорбційних процесів: тонке очищення газу до 0,1-0,5 мг/м3, селективність, нескладність роботи і простота конструкції апаратів. 
Недоліки: можливість використання тільки за низького вмісту домішок у вхідному газі, складність обробляння газів регенерації, механічне руйнування адсорбенту, зниження його активності в процесі експлуатації, великі втрати тиску в апаратах.